# Vavřinec Doliveta
Vavřinec zvaný Doliveta (též Vavřinec z Pohořelé, polsky Wawrzyniec, německy Lorenz) († 28. června 1232) byl čtrnáctý vratislavský biskup (1207–1232).

## Život
O původu a vzdělání biskupa Vavřince nejsou přímé zprávy; na základě pozdějších zpráv kronikáře Jana Długosze se usuzuje, že pocházel ze slovanského rodu pánů z Pohořelé (Pogorzela, Pogrell, Pogarell). Příjmení Doliveta – přisouzené biskupovi Vavřincovi až zpětně – je odvozeno od jeho erbu nazývaného Doliva, jehož nositelé se nazývali Dolivčíci nebo Doliveti.
Vavřinec byl zvolen vratislavským biskupem roku 1207 po smrti biskupa Cypriána. Na biskupa jej následujícího roku vysvětil hnězdenský arcibiskup Jindřich I. Kytlice v benediktinům svěřeném kostele v Ołoboku. Jeho volbě předcházela bula papeže Inocence III. vyzývající polská knížata, aby nečinili překážky svobodné volbě biskupů.
Ačkoliv biskup Vavřinec v průběhu svého působení často spolupracoval se slezskými knížaty Jindřichem I. Bradatým a Měškem I. Křivonohým, jako první vratislavský biskup se nevyhýbal ani sporům s nimi, přičemž oporu hledal v ostatních představitelích polského kléru v čele s metropolitou Jindřichem Kytlicí (†1219) a jeho nástupcem Vincencem z Niałku, potažmo u papežské kurie. Účastnil se řady synod polského kněžstva (ve Hlohově roku 1208, Borzykowé roku 1210, Mstówě roku 1212, Třebnici roku 1219) a Čtvrtém lateránského koncilu a pracoval ve prospěch takzvané gregoriánské reformy (posílení nezávislosti církve na světské moci). Rovněž se v letech 1222/23, spolu s Jindřichem Bradatým a lubušským biskupem Vavřincem, zúčastnil křížové výpravy do Chełmské oblasti na podporu mise biskupa Kristiána u pohanských Prusů. Ani vztahy s ostatními církevními hodnostáři však nebyly vždy bezkonfliktní: příkladem toho je prestižní konflikt s biskupem krakovským o přednost mezi sufragány hnězdenské arcidiecéze, který papežská kurie nakonec (kolem roku 1228) rozhodla ve Vavřincův neprospěch.
Biskup Vavřinec rovněž vedl spor s olomouckým biskupem Robertem o hranice své diecéze, konkrétně o církevní příslušnost Holasicka (Opavska). Toto území patřilo původně ke Slezsku a bylo výslovně zmíněno v papežské listině z roku 1155 vymezující hranice vratislavské diecéze. Někdy před rokem 1201, snad na počátku 80. let 12. století, Holasicko ovládli Přemyslovci a církevní správu převzal olomoucký biskup. Roku 1229 svolal papež komisi, která měla spor vyřešit; výsledek její práce není konkrétně znám, fakticky však celé Holasicko zůstalo nadále součástí olomoucké diecéze.
Biskup Vavřinec se věnoval institucionální konsolidaci diecéze. Reformoval vratislavskou katedrální kapitulu, která dostala výslovné právo volby biskupa, jakož i ke spravování diecéze po dobu sedisvakance. Byl také stanoven pevný počet členů kapituly. Biskup podporoval zřizování nových kostelů a far (je doloženo mnoho svěcení kostelů, kterým biskup často udílel hmotné zabezpečení ve formě desátků) a pro usnadnění správy rozdělil diecézi na arcijáhenství (archidiakonáty): vedle vratislavského arcijáhenství se roku 1228 zmiňuje arcijáhenství hlohovské a roku 1230 opolské.
Ve Vavřincově době a s jeho větším či menším přispěním vznikla i řada dalších církevních institucí: roku 1218 je dosvědčena kolegiátní kapitola v Hlohově (první ve Slezsku). Biskup podporoval církevní řády, které se účastnily kolonizačního procesu. Mezi ně patřili vratislavští augustiniáni–kanovníci, kteří s podporou biskupa a zejména pánů z Pohořelé (de Pogarella) založili roku 1210 proboštství v Kamenci (polsky Kamieniec Ząbkowicki, německy Kamenz) a kolem roku 1217 další v Novohradě nad Bobrou (polsky Nowogród Bobrzański, německy Naumburg am Bober), a dále cisterciácký klášter v Jindřichově (polsky Henryków, německy Heinrichau, zakládací listina z roku 1222, osazen roku 1227 z Lubuše). Roku 1228 nechal kníže Kazimír I. Opolský přenést rybnický klášter premonstrátek do výhodnější polohy v Černovousech (polsky Czarnowąsy, německy Czarnowanz). Roku 1226 uvedl biskup Vavřinec do Slezska první žebravý (mendikantský) řád – dominikány k vratislavskému kostelu svatého Vojtěcha, který byl dosud hlavním městským kostelem. Náhradou městu předal kostel svaté Marie Magdaleny.
Z doby biskupa Vavřince také pocházejí první doklady o špitálech ve Slezsku. Prvním z nich je roku 1214 zmiňovaný špitál svatého Kříže ve Vratislavi, založený patrně samostatnými měšťany, ale roku 1221 biskupem obdarovaný. Kolem roku 1226 založil v biskupské Nise špitál s konventem rytířského a špitálního řádu strážců Božího hrobu.

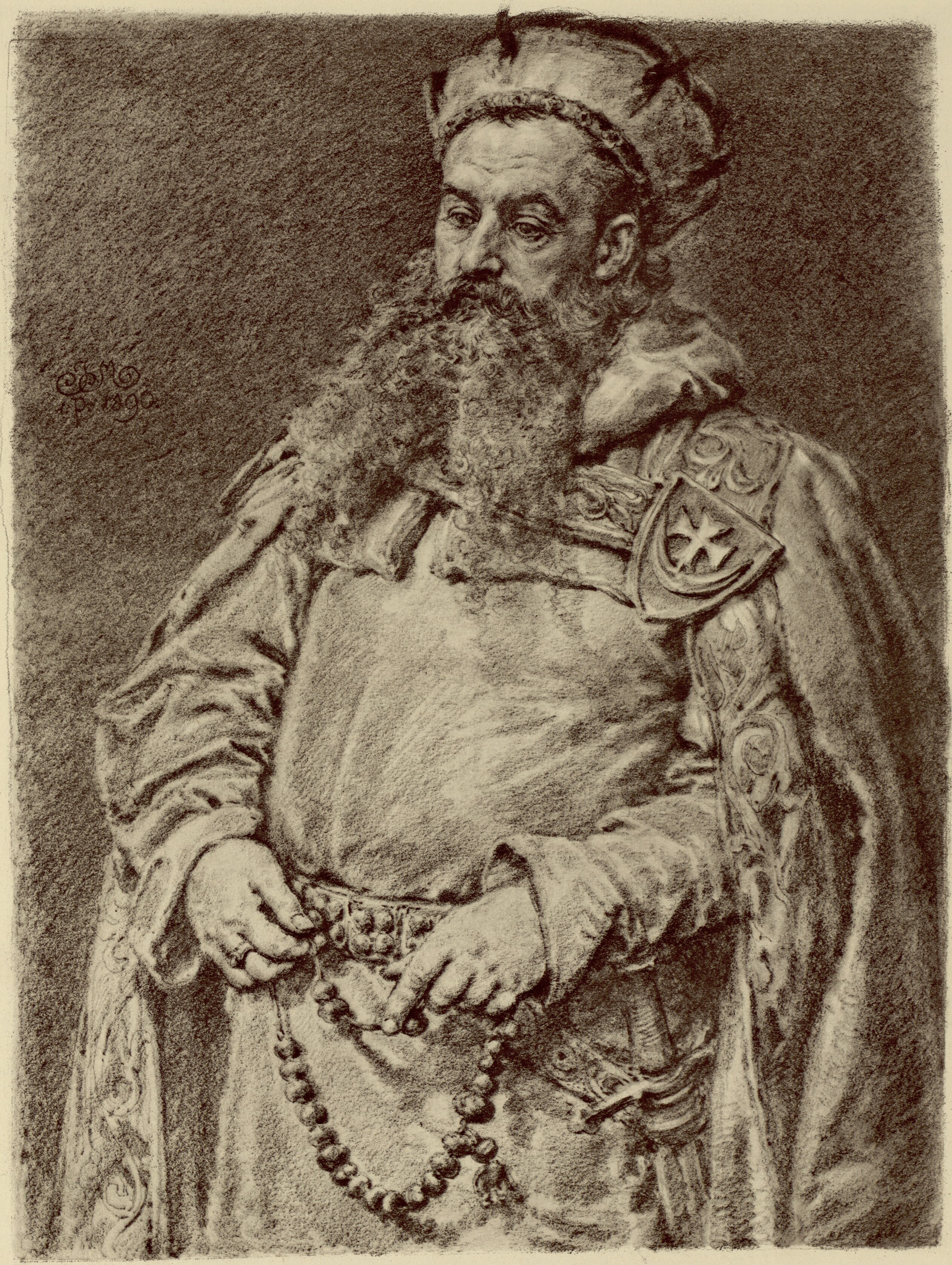
Jindřich Bradatý

Větší část Vavřincova pontifikátu je zaplněna sporem s knížetem Jindřichem Bradatým o právní postavení a majetkové zabezpečení církve. Biskup Vavřinec přísně prosazoval zásady Čtvrtého lateránského koncilu a nárokoval soudní svrchovanost církve a její osvobození od knížecích dávek. Toho se mu sice podařilo roku 1215 docílit u Kazimíra I. Opolského, konflikt s Jindřichem Bradatým – který odmítl aplikovat imunitní privilegium pro polskou církev z roku 1210 – však trval.
Důležitý byl zejména spor o církevní desátky. Spornými otázkami bylo, zda je mají platit rovněž knížata a rytíři, jakož i způsob jejich odevzdávání církvi: světské vrchnosti se považovaly za vlastníky církevních institucí, které založily, a nakládaly s církevními dávkami jako s vlastními příjmy. Hlavní konflikt se rozhořel kolem desátků nových usedlíků (kolonistů). Slezská knížata a jiní feudálové – včetně samotných vratislavských biskupů – lákali k osídlení dosud nezalidněných částí Slezska kolonisty zejména německého, případně románského původu a dřívější biskupové tuto pobídku často podpořili osvobozením od desátků, které muselo platit již usedlé obyvatelstvo. V první polovině 13. století však nabyl tento proces již masového měřítka. Kolonisté odmítali desátky platit: ze svých domovských oblastí byli zvyklí na stav, kdy desátky již prakticky neexistovaly a příjmy kostelů pocházely především z vlastního pozemkového majetku. Církevní instituce ve Slezsku však měly relativně malou pozemkovou držbu a byly z větší části odkázány právě na desátky. Vzrůstající náklady na zřizování nových far, kostelů, klášterů a podobně, tak muselo nést původní slovanské obyvatelstvo, kterého se osvobození netýkala.

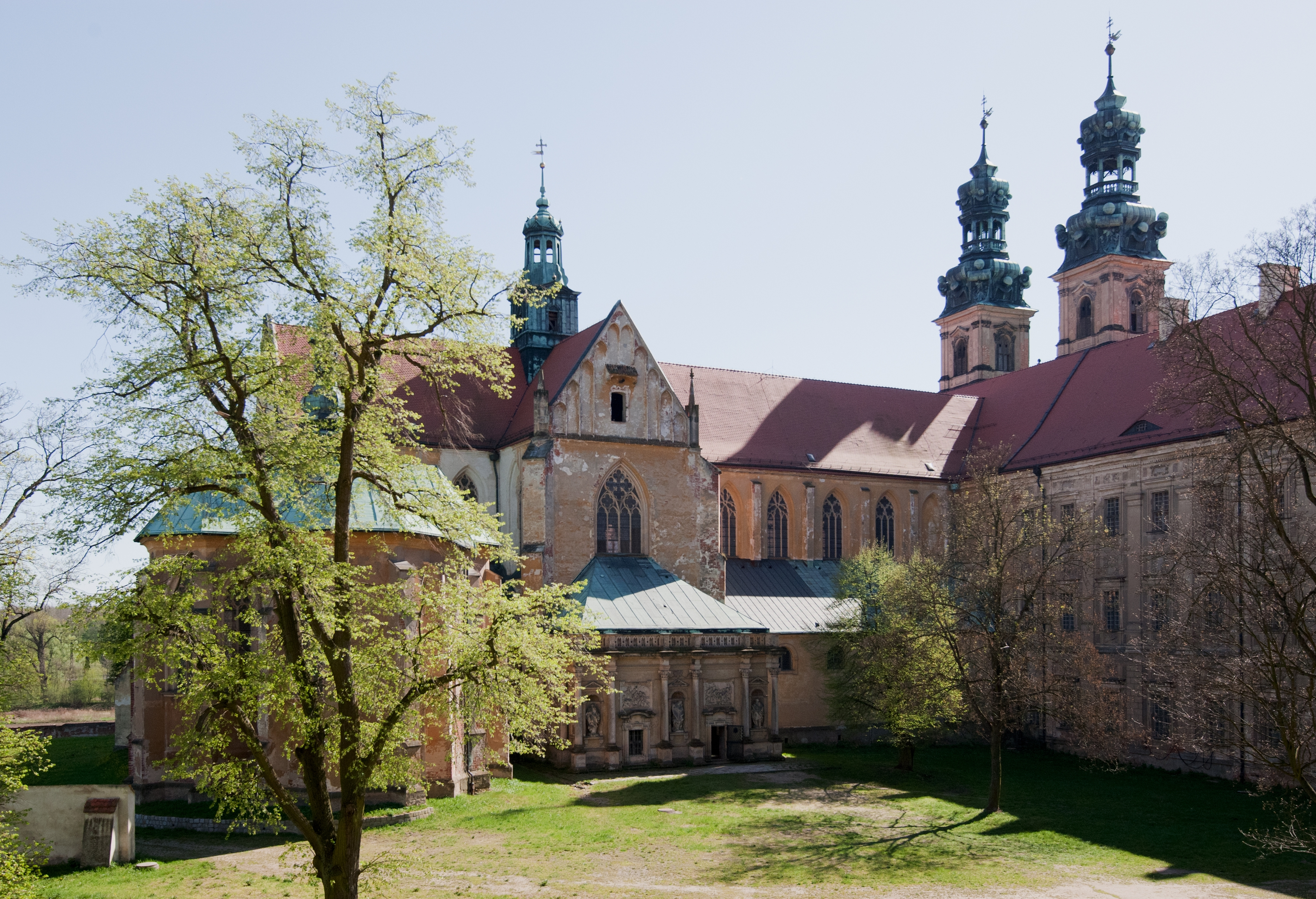
Klášter Lubuš, místo posledního odpočinku Vavřince Dolivety.

Biskup Vavřinec začal desátky důsledně vymáhat i od německých kolonistů. Tím se však dostal do konfliktu s knížetem (1211), neboť to mařilo jeho kolonizační záměry, a ten si na Vavřincovu aktivitu stěžoval u papeže. Ten biskupa za přílišnou horlivost pokáral a ve spletitém sporu v letech 1217–1233 bylo za zprostředkování papežské kurie a nevelké ochoty obou stran dosaženo kompromisu, podle kterého měli němečtí osadníci namísto naturálního desátku platit jen nižší peněžitou dávku (čtvrt hřivny stříbra z každého lánu). Poplatná byla i knížata a rytířstvo a vybrané desátky museli předávat církvi. Na základě smírčího výroku papežského legáta Viléma z Modeny (1230) získal od knížete alespoň část soudních pravomocí (a souvisejících příjmů) pro vsi a města v majetku církve.
Přes konflikty s německými kolonisty biskup Vavřinec výrazně podporoval kolonizaci církevního majetku, zejména v okolí Nisy a Otmuchova. Tato kolonizace zasahovala do pohraničního hvozdu („preseky“), což vedlo ke konfliktům jak s Jindřichem Bradatým – který si na ochranu pohraničí jakožto kníže činil nárok – tak s Přemyslovci, na jejichž teritoriální nároky biskup narazil při pokusu o kolonizaci okolí dnešních Zlatých Hor s nalezišti zlata. Podporoval rovněž rozvoj měst: před rokem 1223 udělil městská práva Nise, téhož roku také Újezdu (polsky Ujazd, německy Ujest) v Opolském knížectví, někdy před svou smrtí též Hlucholazům.
Biskup Vavřinec zemřel 28. června 1232 na svém statku v Příchové (polsky Przychowa, německy Priechau, poblíž Stínavy) a byl pochován v klášterním kostele cisterciáků v Lubuši (Lubiąż).